# Iglulik

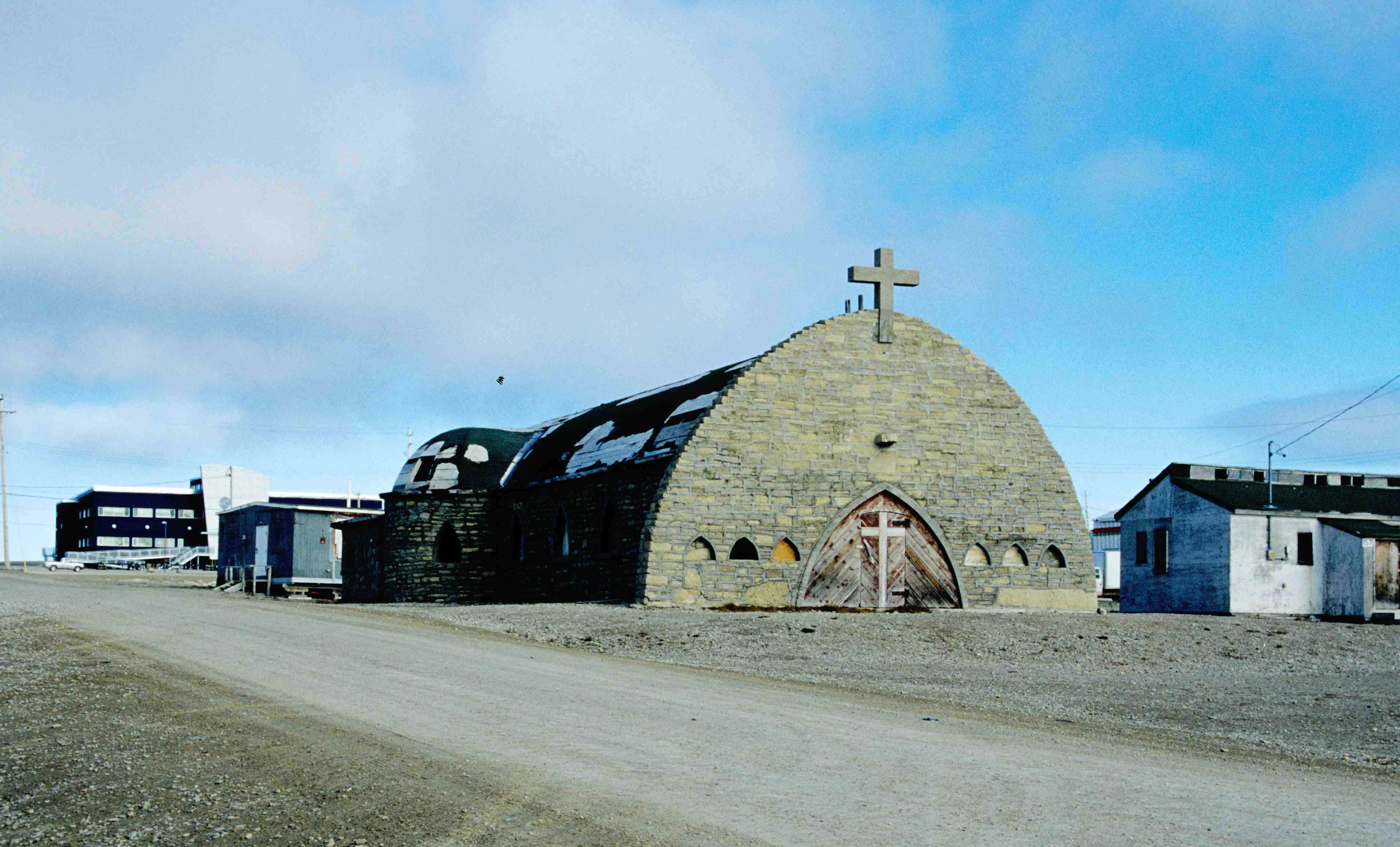
Aufgegebene katholische Steinkirche

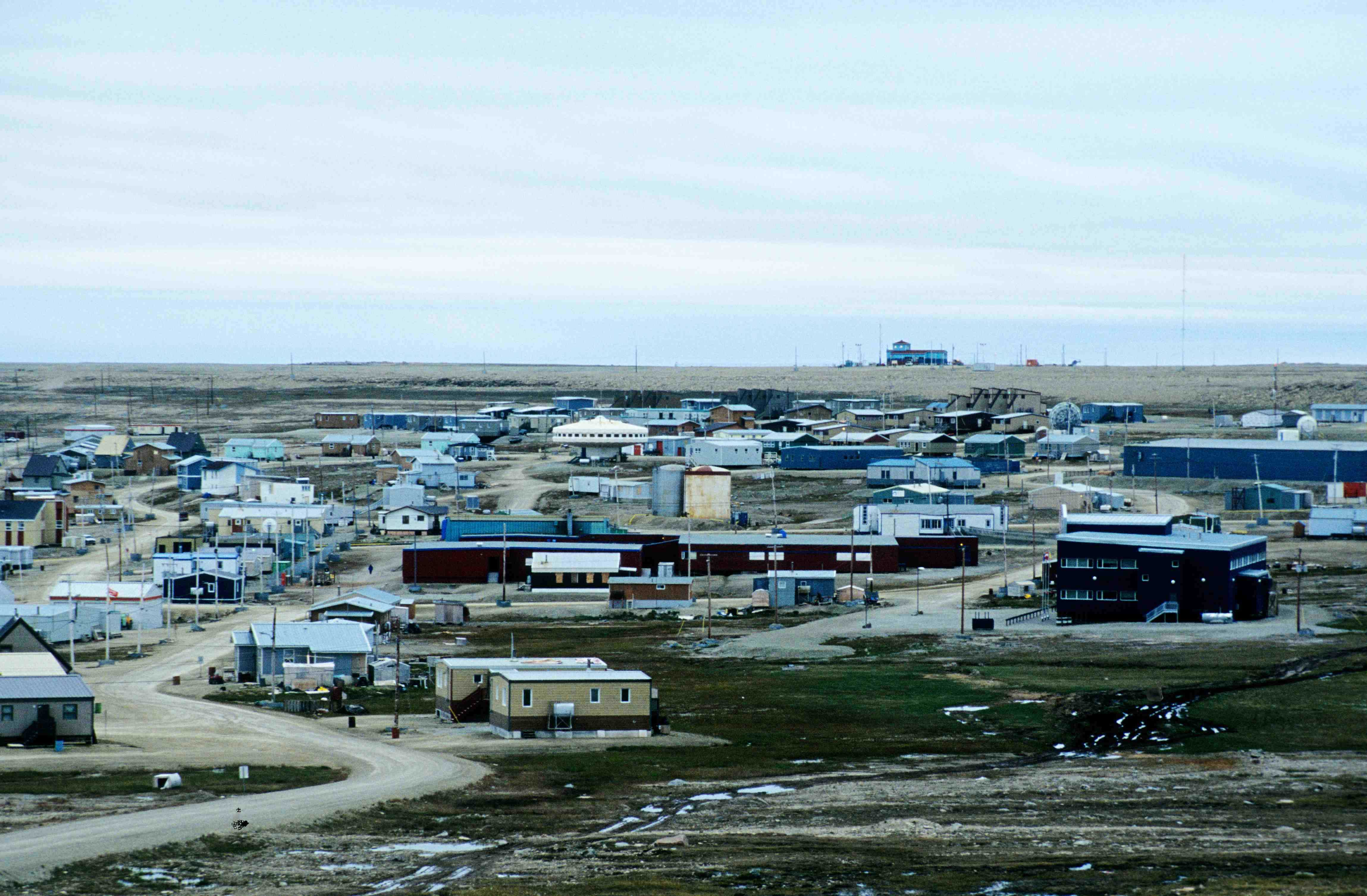
Ortskern von Iglulik: im Zentrum der weiße Rundbau des „Igloolik Research Centre“, vorn rechts ein blaues Regierungsgebäude, auf der Hochfläche hinten der Flugplatz mit Abfertigungsgebäude

Die Siedlung Iglulik („Platz der Schneehäuser“; engl. Igloolik) ist eine Gemeinde (engl. „hamlet“) im nordkanadischen Territorium Nunavut. Sie liegt auf einer dem Festland südlich der Fury-und-Hecla-Straße vorgelagerten gleichnamigen Insel in einer traditionsreichen, von den Inuit Amittuq (wörtlich: „es ist eng“) genannten Region am Foxe Basin.
Die Insel wird seit mehr als 2000 Jahren von Inuit bzw. deren Vorfahren besiedelt, und die Ortschaft ist mit nunmehr rund 1.600 Einwohnern (davon 94 % Inuit) für arktische Verhältnisse ziemlich groß. Nahe verwandtschaftliche Beziehungen bestehen zu den Bewohnern von Arctic Bay.
Als erste Europäer, die hier landeten, gelten die Besatzungen der beiden Schiffe Fury und Hecla, die unter dem Kommando von William Edward Parry auf der Suche nach der Nordwestpassage 1822 auf der kleinen Insel überwinterten. Um 1930 etablierte sich eine römisch-katholische Mission und gegen Ende der 1930er Jahre ein Posten der Hudson’s Bay Company. 1950 wurde eine architektonisch bemerkenswerte katholische Kirche aus Stein erbaut; Gottesdienste finden seit langem jedoch in einer neuen Holzkirche statt, da die steinerne Kirche nicht heizbar war und zu klein wurde. Eine anglikanische Mission entstand erst 1959. Zur Mitte der 1960er Jahre wurden eine Schule, ein Gesundheitszentrum und ein Polizeiposten eingerichtet. Wie aus diesen Jahreszahlen hervorgeht, geriet die Gegend um Iglulik im Vergleich mit anderen Inuit-Siedlungen erst spät in den Einfluss der eurokanadischen Kultur. Iglulik hat sich daher trotz Wachstums und Vordringens von Einflüssen der Moderne wesentliche Elemente seiner Tradition bewahrt und wurzelt noch heute verhältnismäßig tief in der überlieferten Inuit-Kultur.
Der Ort dient heute als Ausgangspunkt für Schlitten- und Bootstouren; Linienflugverbindung (Canadian North) besteht mit Iqaluit, der Hauptstadt von Nunavut. Wenn im Frühsommer die zwischen der Baffin-Insel und der Halbinsel Melville verlaufende Fury-und-Hecla-Straße noch zugefroren ist und Grönlandwale auf ihrer Wanderung durch die Hudson- und Foxe-Straße sowie das Foxe-Becken auf ein Durchkommen nach Norden zum Lancastersund warten, herrschen im Nordosten von Iglulik ideale Bedingungen, diese riesigen Meeressäuger von der Eiskante aus zu beobachten. Zur gleichen Zeit liegen etwa achtzig Kilometer im Südosten in der Gegend der Manning-Inseln Hunderte von Atlantik-Walrossen in kleinen Gruppen auf treibenden Eisschollen und lagern nach dem Schmelzen des Eises in Massen auf den Inseln.
Internationales Interesse als Inuit-Filmzentrum fand Iglulik durch das ISUMA-Institut, nachdem dem hier gedrehten Film Atanarjuat (deutsch: Der schnelle Läufer) bei den Filmfestspielen in Cannes 2001 die Goldene Kamera verliehen worden war.
Aus der Amittuq-Region ist auch eine Reihe bekannter Inuit-Künstler hervorgegangen, so unter anderen Luke Airut (1942–2018), Bart Hanna (* 1948) und die in Yellowknife lebende Germaine Arnaktauyok (* 1946).

## Persönlichkeiten
- Lori Idlout (* 1974), Politikerin